# Mesosemia carissima
Mesosemia carissima är en fjärilsart som beskrevs av Bates 1866. Mesosemia carissima ingår i släktet Mesosemia och familjen Riodinidae. Inga underarter finns listade i Catalogue of Life.